# Gauri Bazar
Gauri Bazar es  un pueblo y nagar Panchayat situado en el distrito de Deoria en el estado de Uttar Pradesh (India). Su población es de 6468 habitantes (2011). 

## Demografía
Según el  censo de 2011 la población de Gauri Bazar  era de 6468 habitantes, de los cuales 3391 eran hombres y 3077 eran mujeres. Gauri Bazar tiene una tasa media de alfabetización del 80,91%, superior a la media estatal del 67,68%: la alfabetización masculina es del 88,77%, y la alfabetización femenina del 72,34%.